# Microgoura de Choiseul
Microgoura meeki
Genre
Espèce
Statut de conservation UICN

 EX  : Éteint
Le Microgoura de Choiseul (Microgoura meeki) est une espèce présumée éteinte de pigeon, endémique de l'île de Choiseul, dans l'archipel des Salomon dans le Pacifique.
Les autochtones de l'île le nommaient kukuru-ni-lua, c'est-à-dire pigeon du sol.

## Aspect
Cette espèce de pigeon  était une des plus remarquables au monde. Avec une longueur d'environ 30 cm, il avait la taille d'un poulet. Une crête bleu sombre au sommet de la tête le faisait ressembler aux gouras de  Nouvelle-Guinée. 

## Extinction
En 1904, six spécimens ont été tués par Albert Stewart Meek, collectionneur d'oiseaux pour Lord Walter Rothschild, et envoyés au Walter Rothschild Zoological Museum à Tring. Un œuf a aussi été recueilli.
Alors que les Rothschild étaient en difficultés financières, 5 peaux ont été vendues à l'American Museum of Natural History à New York. Des expéditions ultérieures menées en 1927 et 1929 n'ont aperçu aucun spécimen. On suppose que le Microgoura de Choiseul a été victime non seulement de la chasse humaine mais surtout des chats et chiens importés dans l'île.

## Répartition
Ce taxon se rencontre dans le pays suivant : Îles Salomon.

## Taxonomie
Le nom valide complet (avec auteur) de ce taxon est Microgoura meeki Rothschild, 1904.
Ce taxon porte en français le nom vernaculaire ou normalisé suivant : Microgoura de Choiseul.